# David Tudor
David Tudor (* 20. Januar 1926 in Philadelphia, Pennsylvania; † 13. August 1996 in Tomkins Cove bei Stony Point, New York) war ein US-amerikanischer Pianist und Komponist und einer der Pioniere für elektronische und experimentelle Musik im 20. Jahrhundert.

## Leben und Wirken
Tudor studierte Orgel und Musiktheorie bei H. William Hawke, Klavier bei Irma Wolpe Rademacher, sowie Komposition bei Stefan Wolpe. Nach dem Zweiten Weltkrieg wurde er rasch einer der führenden Interpreten für zeitgenössische Klaviermusik. 1950 gab er die US-amerikanische Erstaufführung der Klaviersonate Nr. 2 von Pierre Boulez, brachte früh Werke von Morton Feldman und La Monte Young zur Aufführung, und 1954 führte ihn eine Tour durch Europa. Unter anderem widmete ihm daraufhin Karlheinz Stockhausen sein Klavierstück VI (1955), und kurze Zeit war er auch als Lehrer bei den Darmstädter Ferienkursen tätig (1956–1961).
Der Komponist aber, mit dem David Tudor am meisten in Verbindung gebracht wird, ist John Cage. Cages Music of Changes, sein Concerto For Piano and Orchestra und auch 4'33" wurden von ihm uraufgeführt, und Cage sagte später, er habe viele seiner Klavierkompositionen entweder für Tudor oder doch zumindest in Gedanken an ihn geschrieben. Sowohl Klavierstücke als auch Werke für Elektronik (wie beispielsweise Cages Music for Electronic Tape) entstanden in enger Zusammenarbeit. Wie Cage stand Tudor ab Mitte der 1950er Jahre in enger Verbindung mit Merce Cunninghams Dance Company, und als Cage 1992 starb, übernahm er dessen Funktion als musikalischer Leiter dieser Truppe.
In der Folge dieser Zusammenarbeit gab Tudor gegen Ende der 1950er Jahre allmählich seine Aktivitäten als Pianist und Interpret zugunsten eigener kompositorischer Tätigkeit auf. Seine Werke gehören zu den großen Pioniertaten der elektronischen Musik im 20. Jahrhundert. Die zahlreichen Auftragsarbeiten für Merce Cunningham, bei denen die Musik mit avantgardistischem Licht- und Bühnendesign kombiniert wird, trugen nicht wenig zur Verbreitung seines Rufs bei. Beispielsweise wird in einem der Stücke, Reunion von 1968, das zusammen mit Lowell Cross geschrieben wurde, ein Schachspiel dargestellt, wobei jeder Zug einen Lichteffekt oder eine Diaprojektion auslöst; die Uraufführung spielten John Cage und Marcel Duchamp. Zu diesen Auftragsarbeiten zählen weiter: Rainforest I (1968), Toneburst (1974), Weatherings (1978), Phonemes (1981), Sextet for Seven (1982), Fragments (1984), Webwork (1987), Five Stone Wind (1988), Virtual Focus (1990), Neural Network Plus (1992), und zuletzt Soundings: Ocean Diary (1994, nach einer der letzten Projektideen von John Cage).
1970 war Tudor einer der vier Künstler, die den Pepsi-Pavillon der Expo ’70 in Osaka entwarfen. Die Tatsache, dass viele seiner Werke das Zusammenspiel mit Bildern, Licht, Laser, Tanz und Fernsehen erfordern, führte in den 1970er und 1980er Jahren zu zahlreichen weiteren Gemeinschaftsarbeiten (unter anderem mit Jacqueline Monnier, Lowell Cross, Molly Davies, Robert Rauschenberg), und auch sein letztes Werk, Toneburst: Maps and Fragments, war von einer solchen Zusammenarbeit (mit der Künstlerin Sophia Ogielska) geprägt.